# 경찰견
경찰견(警察犬)은 경찰용으로 사용할 목적으로 사육하여 훈련시킨 개이다.
후각을 이용해 용의자를 추적하여 검거하는 일과 시체와 마약 등 증거의 수집 및 물에 빠진 사고자 등에 대한 인명구조를 한다.
영어권에서는 흔히 경찰견을 K9이라고 지칭하는데, 개과(canine, 캐이나인)와 발음이 같기 때문이다.

## 경찰견의 종류

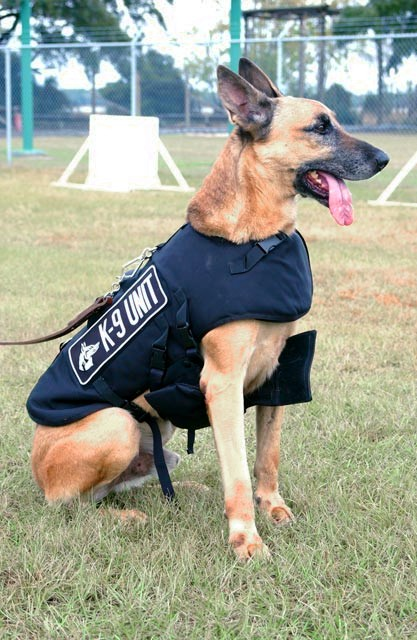
말리노이즈 품종의 경찰견

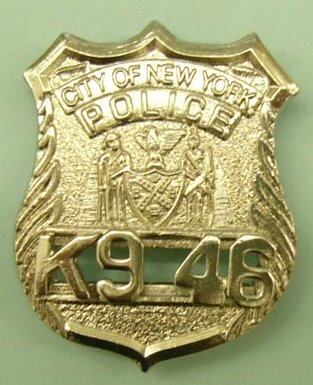
뉴욕경찰의 K9 경찰견 배지

경찰견으로는 주로 다음과 같은 품종이 이용된다.
- 부비에 데 플랑드르
- 말리노이즈
- 로트와일러
- 스탠더드 슈나우저
- 자이언트 슈나우저
- 복서
- 저먼 셰퍼드
- 시베리안 허스키
- 벨기에 테뷰런
- 그레이트 피레니즈
- 버니즈 마운틴 도그
- 아키타견
- 벨기에 라케노이즈
- 알래스칸 맬러뮤트
- 쿠바크
- 벨기에 시프도그
- 그레이트 데인
- 불 마스티프
- 저먼 핀셔
- 그레이트 스위스 마운틴 도그
- 아나톨리아 셰퍼드 도그
- 사모예드
- 블랙 러시안 테리어
- 뉴펀들랜드
- 벨기에 그뢰넨달
- 티베탄 마스티프
- 마스티프
- 도그 드 보르도
- 네오폴리탄 마스티프
- 포르투갈 워터 도그
- 래브라도 레트리버
- 보스롱
- 브라질리안 가드 도그
- 슈나우저
- 세인트 버나드
- 도베르만 핀셔

## 같이 보기
- 탐지견
- 군용견
- 사역견